# Mandevilla luetzelburgii
Mandevilla luetzelburgii är en oleanderväxtart som först beskrevs av John Ross och Markgraf, och fick sitt nu gällande namn av R. E.Woodson. Mandevilla luetzelburgii ingår i släktet Mandevilla och familjen oleanderväxter. Inga underarter finns listade i Catalogue of Life.